# Виницкий, Давид Эльевич
Давид Эльевич Виницкий (23 мая 1919, Богородск, Московская губерния, РСФСР — 17 февраля 2000, Москва, РФ) — советский художник-постановщик
 киностудии «Мосфильм», киноплакатист. Заслуженный художник РСФСР (1969), член Союза кинематографистов.

## Биография
Родился 23 мая 1919 года в Ногинске. В 1943 году окончил ВГИК (мастерская И. Шпинеля). Работал на киностудии «Мосфильм». Член КПСС c 1979 года. Автор книги «Из дневника художника-постановщика».
В 1950-х годах создал ряд кинолплакатов: «Весна в Сакене» (1950), «История одной семьи» (1951), «Мечты на дорогах» (1951, совместно с А. Дихтяр), «Пржевальский» (1951), «Руслан и Людмила» (1951), «Верноподданый» (1952), «Мечта актрисы» (1952), «Песни на улицах» (1952), «Сирена» (1952), «Два капитана» (1956, совместно с Б. Зеленским).
Скончался 17 февраля 2000 года в Москве.

## Личная жизнь
Давид Виницкий был женат, дочь Аида Виницкая (1938 — 13.09.2001), учительница истории и обществознания в Средней общеобразовательной школе № 262 города Москвы. Пережила своего отца больше чем на год, страдала Болезнью Паркинсона, работала учительницей вплоть до своей смерти. Скорпостижно скончалась сразу же после прихода с работы в свою квартиру от острого ишемического инсульта. Прощание с ней прошло во дворе Средней общеобразовательной школы № 262 16 сентября 2001 года. Похоронена рядом со своим отцом.

## Награды
- медаль «За трудовую доблесть» (12.04.1974)
- Заслуженный художник РСФСР (1969)[2].

## Фильмография
- 1945 — Простые люди (с Евгением Енеем)[2]
- 1947 — Сельская учительница (с П. И. Пашкевичем)
- 1949 — Алитет уходит в горы
- 1951 — В степи
- 1955 — Два капитана
- 1957 — Ленинградская симфония
- 1957—1958 — Тугой узел
- 1958 — Матрос с «Кометы»
- 1959 — Неотправленное письмо
- 1960 — Воскресение
- 1962 — Семь нянек
- 1964 — Они шли на Восток
- 1965 — Строится мост
- 1966 — Королевская регата
- 1969 — Красная палатка
- 1969 — Посол Советского Союза
- 1970 — Подсолнухи
- 1971 — Пой песню, поэт…
- 1973 — Города и годы
- 1975 — Повторная свадьба
- 1976 — Мама
- 1979 — Ах, водевиль, водевиль…
- 1979 — Поэма о крыльях
- 1981 — Будьте моим мужем
- 1981 — Родник
- 1982 — Детский мир
- 1983 — Тайна «Чёрных дроздов»
- 1984 — Блистающий мир
- 1986 — Чичерин
- 1987 — Загадочный наследник
- 1988 — Брызги шампанского
- 1989 — Софья Петровна